# Alex Antor
Alex Antor (ur. 1 kwietnia 1979 w Narbonie) – andorski narciarz alpejski, olimpijczyk. Brał udział w igrzyskach w roku 2002 (Salt Lake City) i 2006 (Turyn). Nie zdobył żadnych medali.

## Zimowe Igrzyska Olimpijskie 2002 w Salt Lake City
| Konkurencja   | I zjazd | I zjazd | II zjazd | II zjazd | Klas. końcowa | Klas. końcowa |
| Konkurencja   | Czas    | Miejsce | Czas     | Miejsce  | Punkty        | Miejsce       |
| ------------- | ------- | ------- | -------- | -------- | ------------- | ------------- |
| Slalom gigant | 1:16,66 | 46.     | 1:14,73  | 37.      | 2:31,39       | 36.           |
| Slalom        | 54,57   | 33.     | AC       | DNF      | AC            | DNF           |

## Zimowe Igrzyska Olimpijskie 2006 w Turynie
| Konkurencja | I zjazd | I zjazd     | II zjazd | II zjazd     | Klas. końcowa | Klas. końcowa |
| Konkurencja | Czas    | Miejsce     | Czas     | Miejsce      | Punkty        | Miejsce       |
| ----------- | ------- | ----------- | -------- | ------------ | ------------- | ------------- |
| Slalom      | AC      | DNF         | -        | -            | AC            | DNF           |
| Supergigant |         |             |          |              | AC            | DNF           |
| Zjazd       |         |             |          |              | 1:55,01       | 39.           |
| Kombinacja  | 1:43,84 | 42. (zjazd) | AC       | DNF (slalom) | AC            | DNF           |